# Vanilla Sky (группа)
«Vanilla Sky» — итальянская рок-группа, образованная в 2002 году. Их первый альбом, «Play It If You Can't Say It», вышел 6 ноября 2002 года. К настоящему времени они выпустили 5 альбомов и регулярно гастролируют по Европе.

## История

### Образование группы и ранние этапы карьеры
Группа Vanilla Sky была образована в феврале 2002 года. Местом рождения группы можно считать город Рим (Rome), Италия, где участники собрались с целью создания нового проекта, который помог бы им использовать весь накопленный опыт для освоения нового стиля музыки — американского панк-рока. Первый альбом, который они записали, назывался «Play It If You Can’t Say It», который состоял из пяти пробных песен. Вместе с альбомом группа начала небольшие выступления в различных клубах Рима. Весь тираж их первого альбома был распродан в течение двух месяцев, и тем самым привлек внимание аудитории к итальянской панк-рок сцене, а также способствовал появлению независимой музыкальной компании Wynona Records. Уже в 2003 году был заключен контракт между группой Vanilla Sky и студией Wynona Records, что способствовало дальнейшему выпуску компакт-дисков. Через некоторое время, выходит их двойной альбом, который называется «Too Loud for You». За ним последовал ещё один — «The Rest is History». Этот мини-альбом был выпущен независимой музыкальной студией Ambience Records, и позволил группе приобрести популярность по всему миру.
Настоящим прорывом для них стал альбом «Waiting For Something», который был выпущен в Италии, Германии, Австрии, Франции, Англии, Японии и Аргентине. После этого коллектив Vanilla Sky отправился в двухгодичное турне по всей Европе, деля сцену с такими известными группами как The Offspring и +44.
2007 год — новый альбом «CHANGES». И новый европейский тур, который наконец добрался и до постсоветского пространства.
Их яркая, веселая и достаточно саркастичная версия суперпопулярного хита «Umbrella» давно уже наступила на пятки оригиналу и поселилась в сердцах слушателей.
2009 год — из группы уходят барабанщик Лука Алессандрелли и басист Франческо «Сиско» Сарсано. На их место спустя полгода приходят новые участники — Якопо Волпэ и Антонио «Тони» Филиппелли, которого впоследствии заменил вернувшийся в группу в 2012 году Франческо «Сиско» Сарсано.

### Концерты и гастроли

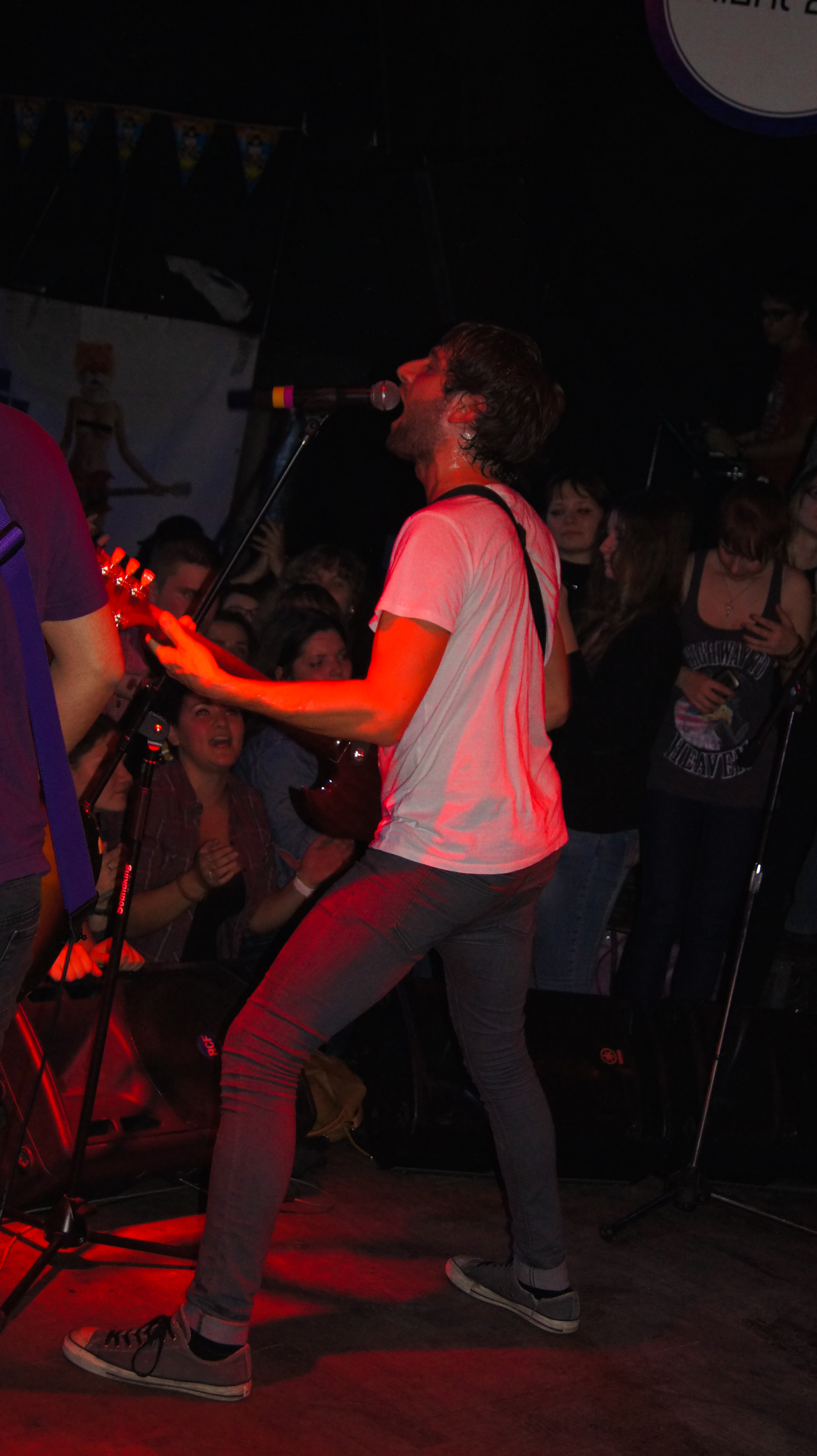
Выступление группы в России, в Самаре в 2012 году

Летом 2003 года участники группы решили сделать перерыв в студийной записи музыки и организовали несколько живых выступлений. По возвращении домой работа над записью новых треков продолжилась, и был выпущен их первый полноценный альбом «Waiting for Something». Сразу после этого, начались шестинедельные гастроли их по Европе вместе с таким группами, как Forty Winks и The Break. В 2004 году группа начала второе турне по Европе для того, чтобы привлечь внимание к своему новому альбому. Это турне, которое Vanilla Sky организовала вместе с группой Maxeen, продолжалось полтора месяца. Вскоре после этого к ним поступило предложение от поп-панк-группы The Ataris с целью организовать турне по Италии. Ещё одни гастроли последовали после того, как группа отпраздновала успех своего первого альбома. С июня по сентябрь 2004 года, группа провела несколько концертов под открытым небом, которые прошли в различных странах Европы. Вместе с ними на фестивале ко дню независимости в Болонье на сцене выступали такие группы, как Yellowcard и Flogging Molly. Месяцем позже они провели ещё одно трехмесячное турне по Италии.
Вследствие роста популярности группы, студия Wynona Records издала мини-альбом «Play It If You Can't Say It» ещё раз в декабре 2004 года, дополнив его тремя новыми треками. Выпуск альбома был произведён в странах Европы, а также в Японии. В январе 2005 года группа провела турне по Германии и выступила в прямом эфире на немецком телевидении. В конце января было заявлено о том, что Vanilla Sky планирует начать гастроли по Японии. Сразу после возвращения домой, в родную Италию, группа стала главной участницей турне под названием «Punk is Dead», которое проходило в Австрии. Затем, с марта по май,  прошёл ещё ряд европейских гастролей группы по таким странам, как Испания, Бельгия, Нидерланды и Германия, в дополнение к их основному туру по Великобритании.

## Состав
- Vincenzo «Vinx» Mario Cristi (Винченцо «Винкс» Марио Кристи) — вокал, гитара (2002 — настоящее время)
- Daniele «Brian» Brian Autore (Даниеле «Брайан» Бриан Ауторе) — вокал, гитара (2002 — настоящее время)
- Francesco «Cisco» Sarsano (Франческо «Чиско» Сарсано) — бас-гитара, бэк-вокал (2002—2009, 2012 — настоящее время)
- Jacopo Volpe (Якопо Вольпе) — ударные (2009 — настоящее время)

Бывшие участники:
- Antonio «Tony» Filippelli (Антонио «Тони» Филиппелли) — бас-гитара, бэк-вокал (2009—2012)
- Luca «Luca» Alessandrelli (Лука «Лука» Алессандрелли) — ударные, бэк-вокал (2002—2009)

## Дискография
- 2002 — Play It If You Can’t Say It
- 2003 — Too Loud for You
- 2003 — The Rest Is History
- 2004 — Waiting for Something
- 2004 — Play It If You Can’t Say It
- 2006 — Tour Edition
- 2007 — Changes (Universal Music)
- 2007 — Changes — Edizione Speciale
- 2007 — Umbrella (Rihanna cover)
- 2010 — Fragile
- 2011 — Punk Is Dead
- 2012 — The Band Not The Movie
- 2013 — #unplugged [EP]
- 2015 — Another Lie: Like Home EP
- 2018 — Stranger Things EP